# Дружное (Калмыкия)
Дру́жное (нем. Freudental — радостная долина) — село в Городовиковском районе Калмыкии, входит в состав Дружненского сельского муниципального образования.
Население — 93 чел. (2014).
Основано в начале XX века как село Фриденталь.

## История
Населённый пункт основан в начале XX века немцами-лютеранами под названием Фриденталь. По сохранившимся данным в 1925 году было 49 жителей, в 1936 году — 231 человек. Чёрным днём для посёлка стало 28 августа 1941 года, когда был издан указ Президиума Верховного Совета СССР о переселении немцев, проживающих в районах Поволжья. По состоянию на 20 октября 1941 года в посёлке на учёт было взято 452 немца, депортированный к концу 1941 года в Казахскую ССР.
Летом 1942 года Фриденталь, как и другие населённые пункты улуса, был оккупирован немецкими войсками. Освобожден в январе 1943 года.
28 декабря 1943 года калмыцкое население было депортировано, посёлок, как и другие населённые пункты Западного улуса Калмыцкой АССР, был передан Ростовской области. 9 августа 1949 года хутор Фриденталь 2-го Икитугтуновского сельсовета был переименован в село Дружное.
Село возвращено вновь образованной Калмыцкой автономной области в 1957 году.

## Физико-географическая характеристика
Село расположено на севере Городовиковского района, в пределах Ставропольской возвышенности, на границе с Ростовской областью. Средняя высота над уровнем моря — 86 м. Рельеф местности равнинный. Село окружено полями.
По автомобильной дороге расстояние до столицы Калмыкии города Элиста составляет 270 км, до районного центра города Городовиковск — 34 км. Административный центр сельского поселения село Весёлое расположено в 8 км к юго-западу от Дружного.
Согласно классификации климатов Кёппена-Гейгера село находится в зоне континентального климата с относительно холодной зимой и жарким летом (индекс Dfa). В окрестностях села распространены чернозёмы маломощные малогумусные и темнокаштановые почвы различного гранулометрического состава.

## Население
Динамика численности населения
| 1925 | 1936 | 1939 | 1989 |
| ---- | ---- | ---- | ---- |
| 49   | 231  | 333  | 240  |

| 2002 | 2010 | 2011 | 2014 |
| ---- | ---- | ---- | ---- |
| 135  | ↘104 | ↘93  | →93  |

Национальный состав
Согласно результатам переписи 2002 года большинство населения посёлка составляли русские (65 %)

## Социальная инфраструктура
В селе действует Дружненский дом культуры. Медицинское обслуживание жителей села обеспечивают местный фельдшерско-акушерский пункт и Городовиковская центральная районная больница. Среднее образование жители села получают в Веселовской средней общеобразовательной школе, расположенной в селе Весёлое